# Endopterygota

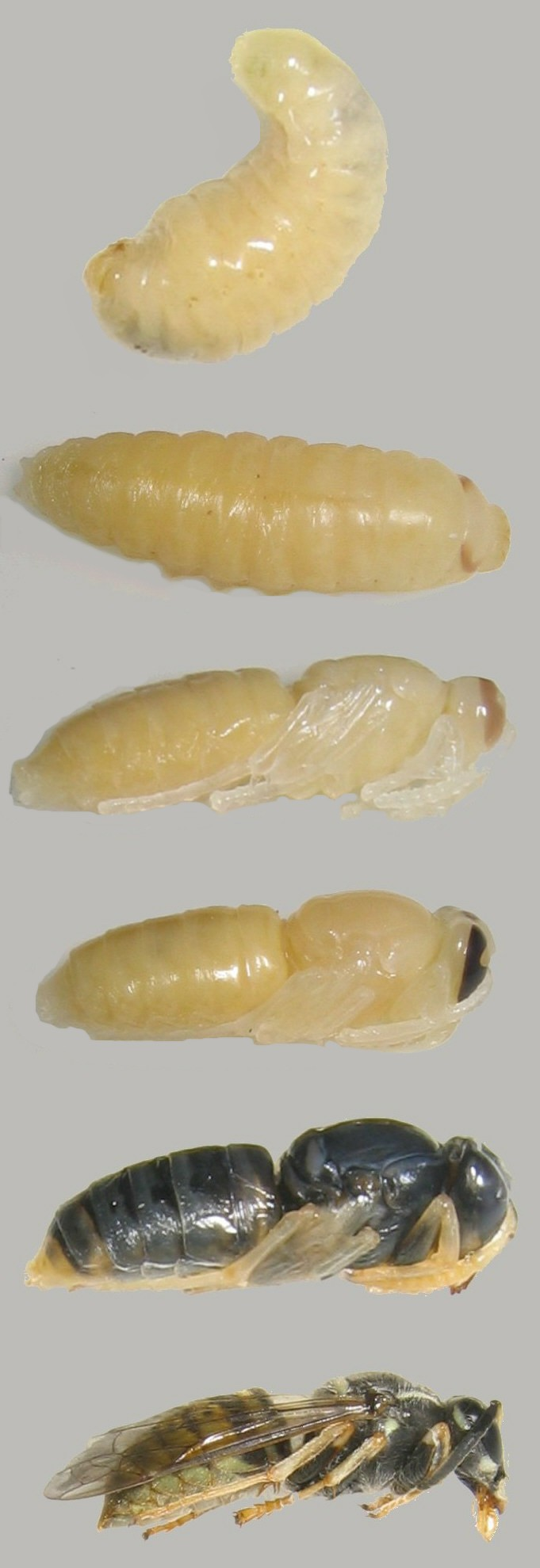
Holometabolie (proměna dokonalá) blanokřídlého hmyzu; larva je apodní (bez končetin)

Endopterygota, kohorta známá jako hmyz s proměnou dokonalou je nadřádem hmyzu z podtřídy Pterygota.
Hmyz s proměnou dokonalou prochází stadiem vajíčka, larvy, kukly, z níž se líhne dospělec (dospělý jedinec). Larvy se od dospělce liší stavbou těla a často i potravní speciací, takže si potravně nekonkurují. Předpokládá se, že tento aspekt jejich života je důvodem velké variability a rozšíření hmyzu s proměnou dokonalou, jež z něho učinilo druhově nejpočetnější skupinu hmyzu (a tedy i všech živočichů), čítající na 850 000 známých druhů obývajících téměř všechny biomy kromě moří a trvale zamrzlých území.  
Larvy se od dospělce liší také tím, že nemají pohlavní orgány a křídla, jejichž vývoj probíhá až po zakuklení společně s dalšími tělními přestavbami. Larvy lze dělit dle počtu jejich tělních přívěsků:
- apodní – bez končetin
- oligopodní  – se třemi páry hrudních končetin
- polypodní  – se třemi páry hrudních končetin a panožkami na zadečku.

Do skupiny Endopterygota spadá množství známých zástupců hmyzu – v první řadě brouci (Coleoptera), motýli a můry (Lepidoptera), mouchy neboli dvoukřídlí (Diptera), blechy (Siphonaptera), včely, vosy a mravenci čili blanokřídlý hmyz (Hymenoptera) a řada dalších.

## Systém
S rozvojem molekulární fylogenetiky a molekulární taxonomie v 21. století se taxonomické jednotky bezobratlých živočichů mění.
- Hymenoptera (blanokřídlí)
- Coleoptera (brouci)
- Strepsiptera (řasníci)
- Raphidioptera (dlouhošíjky)
- Megaloptera (střechatky)
- Neuroptera (síťokřídlí)
- Mecoptera (srpice)
- Siphonaptera (blechy)
- Diptera (dvoukřídlí)
- Trichoptera (chrostíci)
- Lepidoptera (motýli)
- Miomoptera